# Internationale moeilijkheidsschaal voor rivieren
De internationale moeilijkheidsschaal voor rivieren geeft de wildheid van het water aan dat door een rivier (of wildwaterbaan) stroomt. Van het zeer makkelijk te bevaren wildwater één tot het onbevaarbare wildwater zes. Met een plus of een min kan het wildwater nog iets specifieker worden omschreven, bijvoorbeeld wildwater 3+ of wildwater 4- .
De wildheid van het water is afhankelijk van de volgende onderdelen:
- De stroomsnelheid van het water
- de verblokking (de hoeveelheid stenen die in het water liggen)
- de kracht/moeilijkheid van de golven

|  | Categorie I: Makkelijk.            | Goed bevaarbaar voor iedereen, ook voor mensen die voor het eerst in een kano zitten. Geen of kleine golven; duidelijke doorvaart; geen hinderlijke obstakels. - Voorbeeld wildwater 1 (lage stroomsnelheid, weinig verblokking, makkelijke golven) |
|  | Categorie II: Medium.              | Met bijvoorbeeld een raft of een kano voor iedereen stroomafwaarts te bevaren. Wanneer je gecontroleerd de rivier af wil varen vergt het enige kano- of raft-vaardigheid. Eenvoudige goed overzienbare vervallen met kleine golven. Wildwater twee is redelijk eenvoudig te bevaren in bijvoorbeeld een kano. - Voorbeeld wildwater 2 (redelijke stroomsnelheid, weinig verblokking, makkelijke golven) |
|  | Categorie III: Moeilijk.           | Te moeilijk voor beginnende kanoers en rafters (zonder instructeur aan boord). Voor wildwater 3 moet je goed je eigen koers kunnen varen op ww2 en moet je stevig in je boot zitten. Grote golven, onregelmatigheden, stenen, keerwaters; minder goed overzienbare stroomversnellingen. Met andere woorden: veel water met veel overzicht (grote sterke golven) of weinig water met veel verval en stenen en weinig overzicht. Wildwater drie vereist een goede beheersing van de boot. - 1e Voorbeeld wildwater 3 (redelijke stroomsnelheid, veel verblokking, makkelijke golven) - 2e Voorbeeld wildwater 3 (hoge stroomsnelheid, weinig verblokking, sommige golven zijn moeilijk)                                                                                                 |
|  | Categorie IV: Behoorlijk moeilijk. | Vaarbaar voor mensen die goed kunnen kanoën of raften en ervaring hebben met wildwater 3. Het vergt een goed gevoel voor het wilde water dat door de rivier heen stroomt. Lange stroomversnellingen. grote golven, veel onregelmatigheden, gevaarlijke stenen, sterke keerwaters waarin veel lucht naar boven komt waarbij slecht te overzien is vanuit de rivier wat er gaat komen. Wildwater vier vergt een zeer goede beheersing van de boot en een verkenning van het te varen traject. - 1e Voorbeeld wildwater 4 (hoge stroomsnelheid, enige verblokking, moeilijke golven) - 2e Voorbeeld wildwater 4 (redelijke stroomsnelheid, veel verblokking, moeilijke golven) |
|  | Categorie V: Uiterst moeilijk.     | Alleen bevaarbaar voor zeer ervaren wildwater vaarders. Een verkenning vooraf vanaf de kant is noodzakelijk. De vaarder moet vervolgens in staat zijn om de van tevoren bedachte route uit te voeren. Uiterst moeilijke lange en gevaarlijke stroomversnellingen die elkaar bijna onafgebroken opvolgen. Een groot aantal obstakels in de rivier, met grote vervallen en veel water. Het vergt een verkenning vanaf de kant om te zien hoe de passage eventueel bevaren kan worden. Alle mogelijke voorzorgsmaatregelen dienen getroffen te worden wanneer men wildwater vijf wil varen. - 1e Voorbeeld wildwater 5 (zeer hoge stroomsnelheid, veel verblokking, sommige golven zijn moeilijk) - 2e Voorbeeld wildwater 5 (hoge stroomsnelheid, weinig verblokking, moeilijke golven) |
|  | Categorie VI: Onbevaarbaar.        | Voor mensen die de grens van het onmogelijke willen verleggen. Onbevaarbaar/levensgevaarlijk. - 1e Voorbeeld wildwater 6 (uiterst hoge stroomsnelheid, geen verblokking, uiterst moeilijke golf) - 2e Voorbeeld wildwater 6 (uiterst hoge stroomsnelheid, misschien enige verblokking onderwater (het is onduidelijk wat je tijdens het doorspoelen allemaal tegenkomt), uiterst moeilijke golf) |